# Енні Райх
Енні Райх (уродж. Пінк; 9 квітня 1902 — 5 січня 1971) — психоаналітикиня, народжена у Відні, яка стала провідною аналітичною теоретикинею у післявоєнному Нью-Йорку.

## Життя
Енні Пінк народивлася у багатій єврейській родині. З 1921 по 1926 рік вона здобула ступінь лікаря; одночасно зацікавилася психоаналізом. Свою активність у сфері психаналізу вона почала із Вільгельмом Райхом (перервано їхнім шлюбом у 1922 році). Продовжила психоаналіз з Германом Нунбергом; а також пройшла навчання з Анною Фрейд.
З Райхом у неї було дві дочки до їхнього розлучення в 1933 році — Єва Райх і Лоре Райх Рубін.> Після цього Анні Райх переїхала зі своїми дітьми до Праги, щоб стати частиною кола навколо Отто Феніхеля; до еміграції до Сполучених Штатів напередодні Другої світової війни.

## Теоретичні внески
Після першої публікації про успішне лікування параноїків (1936), Райх провела дослідження жіночої сексуальної підпорядкованості з точки зору ідентифікації з вищим тілом партнера (1940). Вона повернулася до цієї теми після війни, досліджуючи нарцисичний вибір об'єкта у жінок, який, як вона вважала, обумовлений тим, що вона називала «нарцистичним бажанням», у свою чергу продуктом нарцисичного ушкодження в дитинстві. Відсутність самоповаги відповідала ідентифікацією з грандіозним партнером-чоловіком.
У дослідженні гротескного гумору Райх дослідила інший шлях вирішення проблем самооцінки. Карикатуруючи недоліки свого тіла, головна героїня могла водночас атакувати оточуючих. Таким чином вона змогла тимчасово відбити засудження свого власного суворого суперего в боротьбі, яка, однак, повинна була постійно відновлюватися, і чиї випадкові невдачі призводили до глибокої депресії. Інтерес Райх до такої ранньої шкоди самооцінці робить її роботу мостом між его-психологією та самопсихологією.
Райх також зробив внесок у техніку психоаналізу, зокрема, щодо контрпереносу та припинення терапії. Вона повторила класичний погляд на контрперенос як на проекцію минулих установок і почуттів аналітика на пацієнта, на противагу інтерактивному погляду, який потім висунув на перший план контрперенос як розкриття чогось про пацієнта: методологічний виклик, який вона висунула представлене розрізнення між двома все ще залишається переконливим. Вона також попереджала, що навіть після аналізу перенесення аналітик все одно буде виглядати «як особа, наділена особливою силою, особливим інтелектом і мудрістю… як учасник всемогутності, яку дитина приписує батькам» проблему може вилікувати лише проміжок часу після припинення.

## Вибрані статті

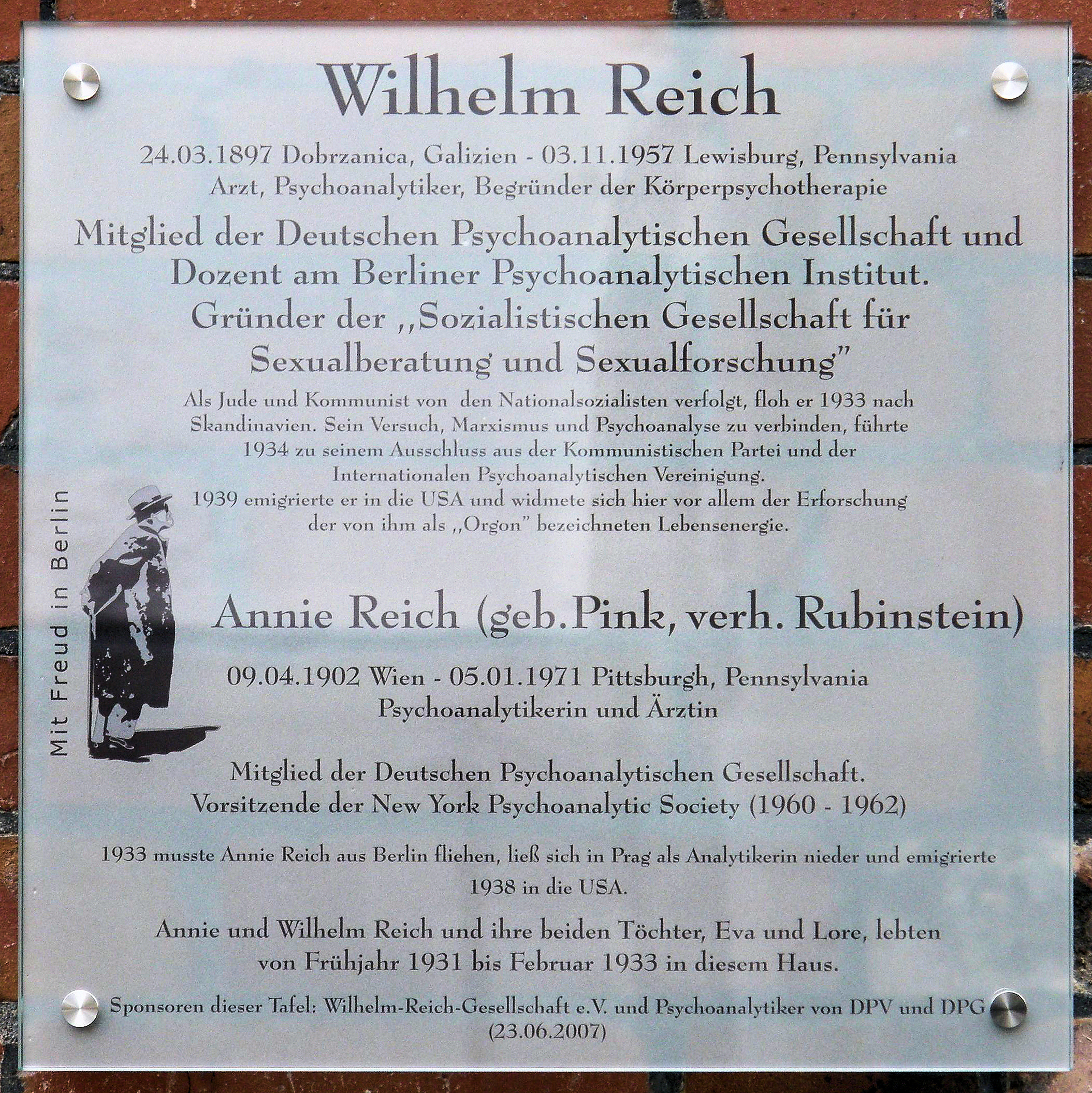
Меморіальна дошка, Schnurbader Straße 87, Берлін-Вільмерсдорф, Німеччина

- Reich, Annie (1940). A Contribution to the Psycho-Analysis of Extreme Submissiveness in Women. The Psychoanalytic Quarterly (англ.). 9 (4): 470—480. doi:10.1080/21674086.1940.11925438. ISSN 0033-2828.
- Reich, Annie (1950). On the Termination of Analysis. The International Journal of Psycho-Analysis. 31: 179—183.
- Reich, Annie (1951). On counter-transference. The International Journal of Psycho-Analysis. 32: 25—31.